# Lemuriformes
Lemuriformes er en infraorden af primater i gruppen Strepsirrhini (halvaber). Den omfatter lemurer fra Madagaskar samt galagoer og lorier fra Afrika og Asien, det vil sige alle nulevende halvaber. Der findes dog en alternativ og almindeligt anvendt taksonomi, der placerer de sidstnævnte grupper i deres egen infraorden, Lorisiformes.